# Zelig Eshhar
Zelig Eshhar (geboren 1941 in Israel) ist ein israelischer Immunologe und emeritierter Professor des Weizmann-Instituts für Wissenschaften.

## Leben
Eshhar erwarb an der Hebräischen Universität Jerusalem einen Bachelor in Biochemie und Mikrobiologie und einen Master in Biochemie. Einen Doktorgrad (Ph.D.) in Immunologie erwarb er am Weizmann-Institut für Wissenschaften in Rechovot.
Ab 1976 war Eshhar am Weizmann-Institut angestellt, zunächst als Forschungsassistent in der Abteilung für chemische Immunologie, ab 1982 als Associate Professor, ab 1994 als ordentlicher Professor. Seine Tätigkeit dort wurde unterbrochen von Sabbaticals: 1983/84 am DNAX Research Institute for Molecular Biologie in Palo Alto, Kalifornien, und 1991/92 in der Chirurgie des National Cancer Institute in Bethesda, Maryland. Von 1995 bis 1998 und von 2002 bis 2005 stand er jeweils der Abteilung für Immunologie des Weizmann-Instituts vor. 2011 wurde er dort emeritiert.
Seit 2012 steht er der Immunforschung am Tel Aviv Sourasky Medical Center vor und hat eine Gastprofessur an der Medizinischen Fakultät der Universität Tel Aviv.

## Wirken
Eshhar befasst sich mit der molekularen Erkennung durch das Immunsystem.
Er entwickelte eine Technik, die erreicht, dass T-Zellen Krebszellen angreifen. Hierzu erschuf er chimärische Antigenrezeptoren (chimeric antigen receptors, CAR), indem er Teile des T-Zell-Rezeptors mit Antikörpern verschmolz, die gegen Tumorantigene gerichtet sind, beziehungsweise mit anderen Molekülen, die eine Bindung an Tumorzellen ermöglichen. Hiermit brachte er wesentliche Fortschritte in die immunologische Behandlung von Tumoren, die Krebsimmuntherapie.
Weitere Arbeiten befassen sich mit antigen-spezifischen regulatorischen T-Zellen, die zur Behandlung von chronisch-entzündlichen Darmerkrankungen mittels CAR aktiviert werden sollen, und mit Verfahren, die das Therapie-Ansprechen von Prostatakrebs voraussagen sollen.

## Auszeichnungen (Auswahl)
- 1973 Fulbright-Stipendium
- 2014 Massry-Preis (gemeinsam mit Steven Rosenberg und James P. Allison)[2]
- 2015 Israel-Preis[3]
- 2017 EMET-Preis[1]
- 2017 Mitglied der Israelischen Akademie der Wissenschaften
- 2019 William B. Coley Award
- 2021 Dan-David-Preis
- 2022 Mitglied der National Academy of Sciences
- 2024 Canada Gairdner International Award[4]
- 2024 Warren Alpert Foundation Prize